# Pfarrkirche Hötting

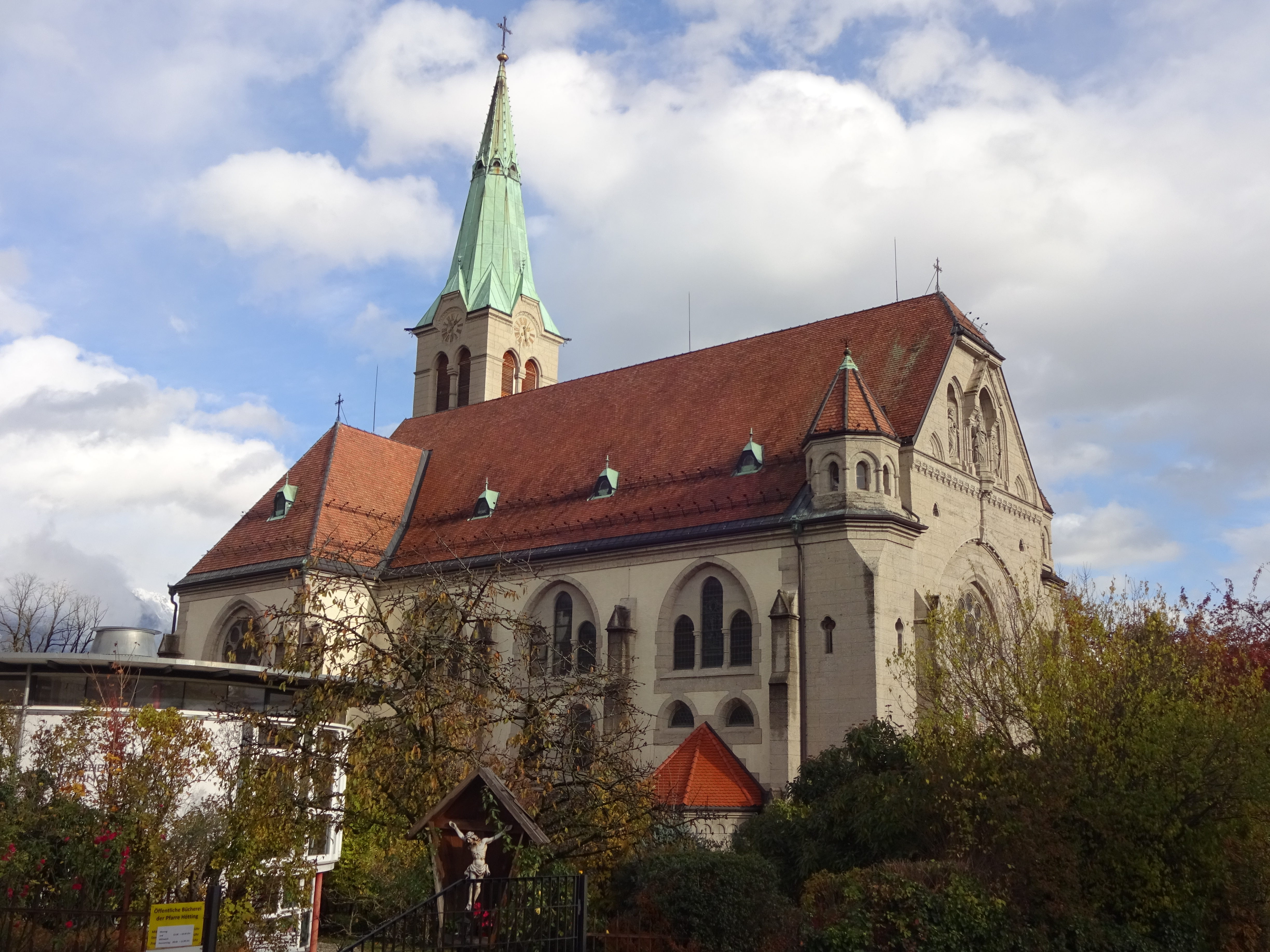
Pfarrkirche von Norden

Die Pfarrkirche Hötting, auch Neue Höttinger Pfarrkirche, ist die katholische Pfarrkirche des Innsbrucker Stadtteils Hötting. Der von einem Friedhof umgebene Bau im Stil des Historismus wurde von 1909 bis 1911 errichtet. Die Kirche ist den hll. Ingenuin und Albuin geweiht und steht unter Denkmalschutz.

## Geschichte
Gegen Ende des 19. Jahrhunderts wuchs die Bevölkerung der damals noch eigenständigen Gemeinde Hötting rasch an, so dass die alte Kirche mit 400 Plätzen zu klein wurde. Daher gründete sich 1888 unter Pfarrer Philipp Matzgeller der „Papst-Leo-Kirchenbauverein Hötting“, der unter anderem mit dem Verkauf von Neujahrsentschuldigungskarten Gelder für einen Neubau sammelte. Der Baugrund war eine Schenkung des Brauereibesitzers Robert Nißl. 1909 erhielt die Firma Josef Huter & Söhne den Auftrag, die Kirche nach Plänen des Architekten Leopold Heiss zu errichten. 
Am 17. April 1910 erfolgte die Grundsteinlegung und bereits am 19. November konnte die Firstfeier begangen werden. Am 4. Juli 1911 wurde der Schlussstein gesetzt, am 8. Juli wurde das 3,95 Meter hohe und 250 kg schwere Turmkreuz geweiht und auf dem Kirchturm angebracht. Im Dezember 1911 wurde die Kirche gesegnet, die Innenausstattung fehlte aber größtenteils noch. Erst im Laufe der nächsten Jahre wurden die von der Tiroler Glasmalerei und Mosaik Anstalt hergestellten Fenster eingesetzt und die Seitenaltäre aufgestellt. Bedingt durch den Ersten Weltkrieg wurde die Kirche erst 1924 geweiht. Sie übernahm das Patrozinium der Brixner Diözesanpatrone Ingenuin und Albuin von der alten Kirche.
1989 wurde der Innenraum nach Plänen des Architekten Jörg Streli neu gestaltet. Rudolf Millonig schuf neue Altäre, die Glasfenster wurden renoviert, Beleuchtung und Orgel wurden erneuert und es wurde ein neuer Marmorboden verlegt.

## Architektur

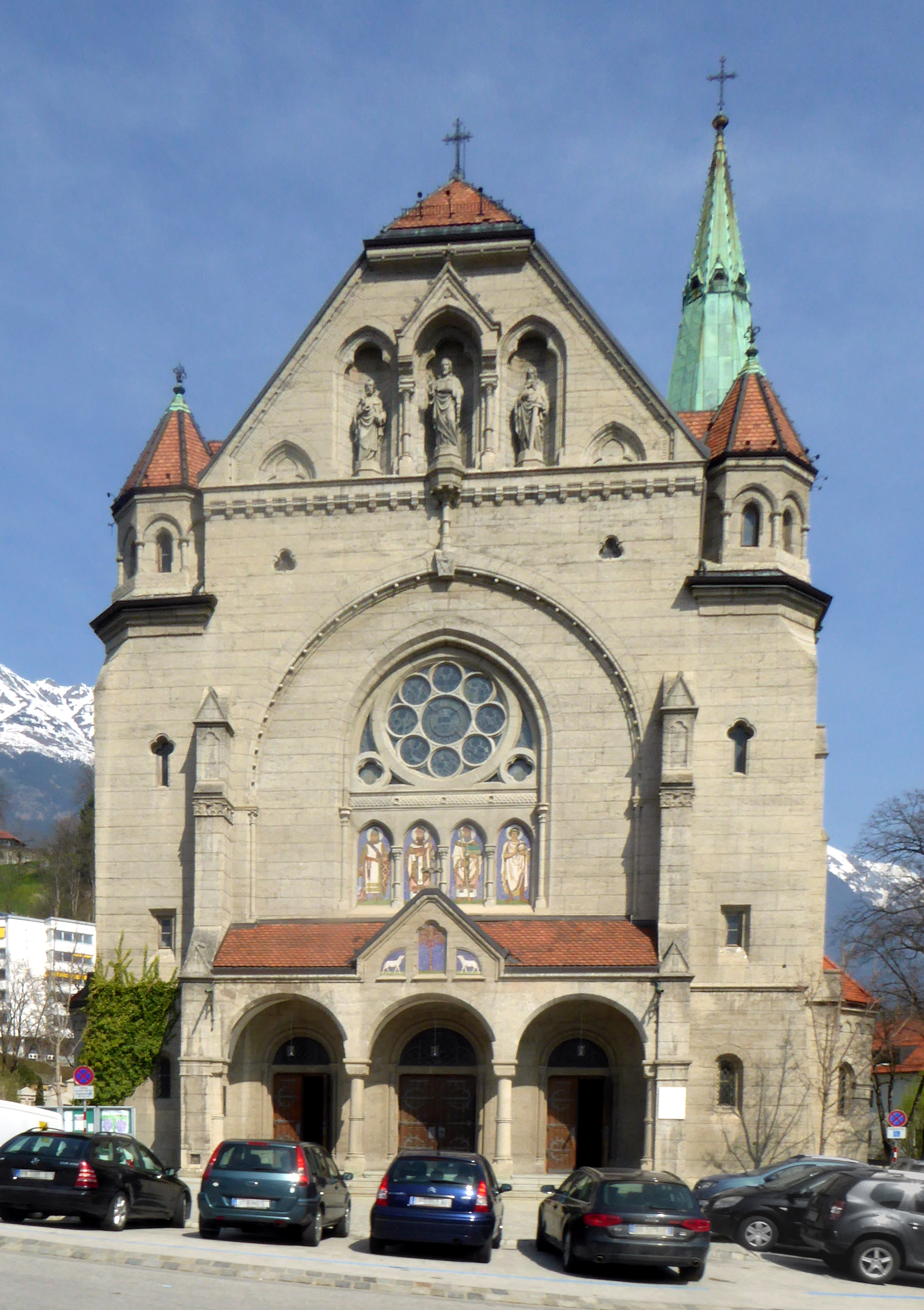
Eingangsfassade

Die Hallenkirche in neuromanischen und neugotischen Formen über einem kreuzförmigen Grundriss besteht aus einem dreischiffigen, dreijochigen Langhaus, einem Querhaus und einem niedrigeren, halbrund geschlossenen Chor. An der Ostseite des Chores steht der Turm über quadratischem Grundriss mit gekuppelten Spitzbogenfenstern im Glockengeschoß und einem Spitzhelm, der mit Krabben besetzt und mit Kugel und Kreuz bekrönt ist. Das Äußere ist durch Strebepfeiler gegliedert, zwischen denen sich Friedhofsarkaden befinden. An der Westseite und im Chorhaupt befinden sich Sakristeianbauten mit um den Chor herumgeführten Verbindungsgängen. Die Kirche ist nach Nordosten orientiert, vor der Eingangsfassade im Südwesten befindet sich ein kleiner Platz an der Kreuzung von Höttinger Gasse, Schneeburggasse, Schulgasse und Riedgasse.
Die Eingangsfassade ist in drei Geschoße gegliedert. Über einer dreiteiligen Portalvorhalle mit Rundsäulen befindet sich eine achtteilige Fensterrose, die von einem Spitzbogen umgeben ist. In den vier spitzbogigen Blendnischen darunter befinden sich Mosaiken der hll. Florian, Sebastian, Ingenuin und Albuin. Der trapezförmige Giebel ist mit drei Spitzbogenarkaden gegliedert, in denen neugotische Figuren des segnenden Christus flankiert von den hll. Petrus und Paulus stehen.
Die drei Schiffe des Langhauses haben eine nur geringe Höhenstaffelung. Das Querhaus und der eingezogene, einjochige Chor sind etwas niedriger und wie das Mittelschiff kreuzrippengewölbt. Der Altarraum ist um zwei Stufen erhöht. Die Orgelempore mit Maßwerkbrüstung wird von drei Rundbögen auf Säulen getragen. Der Kirchenraum ist vorwiegend mit frühgotischen Architekturelementen gestaltet.

## Ausstattung

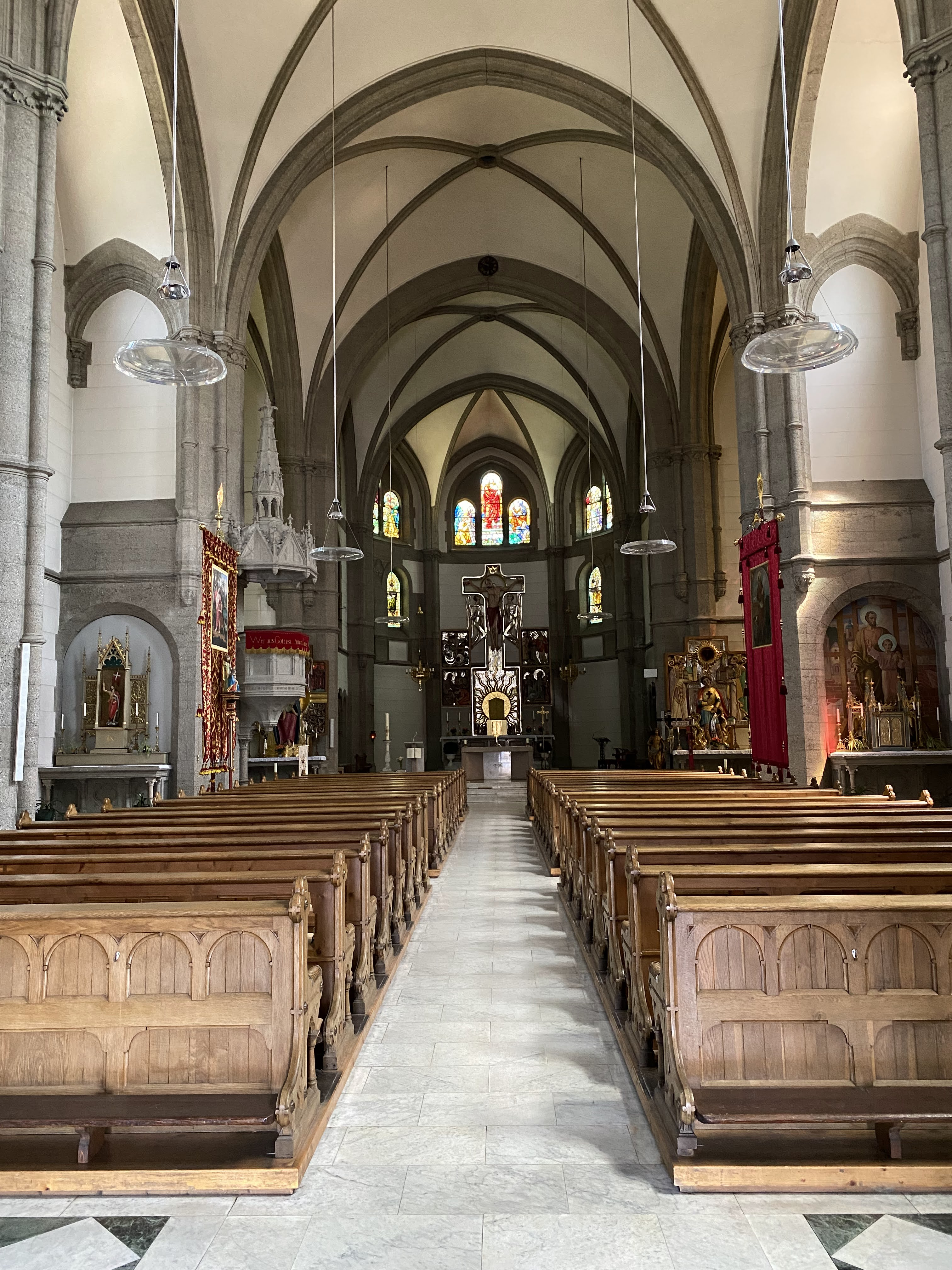
Blick zum Chor

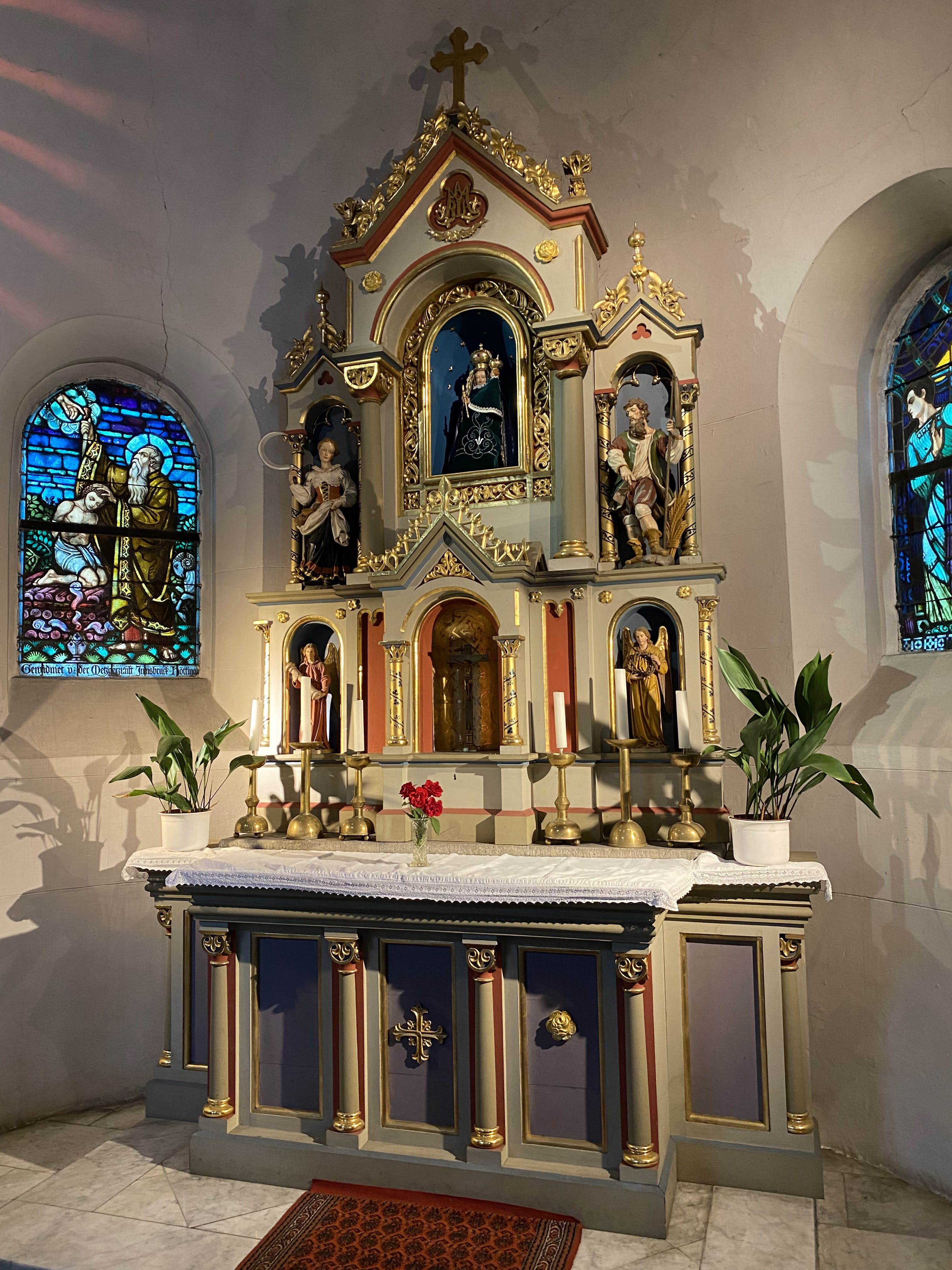
Altar in der rechten Seitenkapelle

Der Hochaltar wurde 1989 von Rudolf Millonig geschaffen. Er ersetzt eine 1948 entstandene monumentale Christkönigsfigur von Franz Staud, die in der Hauskapelle des Priesterseminars aufgestellt wurde.
Der Altaraufbau über einer marmornen Mensa ist in Anlehnung an gotische Flügelaltäre gestaltet. Er zeigt in der Mitte den Gekreuzigten, umgeben von zwei in Silber gefassten Engeln, darunter befindet sich der von einem Strahlenkranz umgebene Tabernakel. Links und rechts befinden sich Reliefs mit Szenen aus dem Neuen Testament: Sturm auf dem See Genezareth, Maria Magdalena salbt Jesus die Füße, der ungläubige Thomas und Jesus segnet die Kinder.
Die Altäre in den Querschiffen wurden ebenfalls von Rudolf Millonig geschnitzt, gefasst und vergoldet, sie wurden 1991 geweiht. Der Marienaltar im linken Querschiff zeigt Maria mit dem Kind in der Mandorla unter der Hand Gottes, flankiert von zwei Engeln mit Krone und sieben Schwertern. Die seitlichen Reliefs stellen Adam und Eva, die Geburt Christi, den Kreuzestod Jesu und den apokalyptischen Drachen dar.
Der Kirchenpatronaltar im rechten Querschiff zeigt den hl. Florian beim Löschen von Flammen, flankiert vom hl. Ingenuin mit dem Modell der alten Höttinger Kirche und dem hl. Albuin mit dem Modell der neuen Kirche. Der Altar wird vom Herzen Jesu in einem goldenen Strahlenkranz bekrönt.
Der Altar im rechten Seitenschiff besteht aus einem Fresko des hl. Josef mit dem Jesuskind, das 1942 von Carl Rieder gemalt wurde.
Der Altar im linken Seitenschiff zeigt ein Fresko des hl. Judas Thaddäus vor einer Landschaft von Schretthauser.
In der rechten Seitenkapelle am Eingang steht als Leihgabe der Altar der Gnadenkapelle Kaltenbrunn, der von Andreas Huter 1868 geschaffen wurde. Er beherbergt eine bekleidete Statue der Madonna mit Kind, flankiert von den hll. Notburga und Isidor.
In der linken Seitenkapelle befindet sich ein ebenfalls von Andreas Huter geschnitzter neugotischer Flügelaltar, eine Leihgabe des Innsbrucker Ursulinenklosters. Er zeigt im Schrein zentral Herz Jesu und die Geburt Jesu, flankiert von den hll. Cäcilia, Klara, Barbara und Agnes und in der Predella das Letzte Abendmahl. Die Seitenflügel tragen je sieben Reliefs mit den Kreuzwegstationen.
Die Glasfenster im Langhaus, im Querschiff, in der Apsis, in den Seitenkapellen und über der Orgelempore wurden von Bernard Rice und Gottlieb Schuller entworfen und von der Tiroler Glasmalerei und Mosaik Anstalt ausgeführt. Die Darstellungen stehen für die wichtigsten Inhalte des katholischen Glaubens wie Glaube, Hoffnung, Liebe und die Sakramente. Das Rundfenster im rechten Querschiff zeigt Gottvater im Strahlenkranz, das im linken Querschiff das Auge Gottes, umgeben von einem Strahlenkranz. Das Rundfenster über Orgelempore stellt das Lamm Gottes mit dem Buch mit sieben Siegeln dar, umgeben von musizierenden Engeln.

## Friedhof

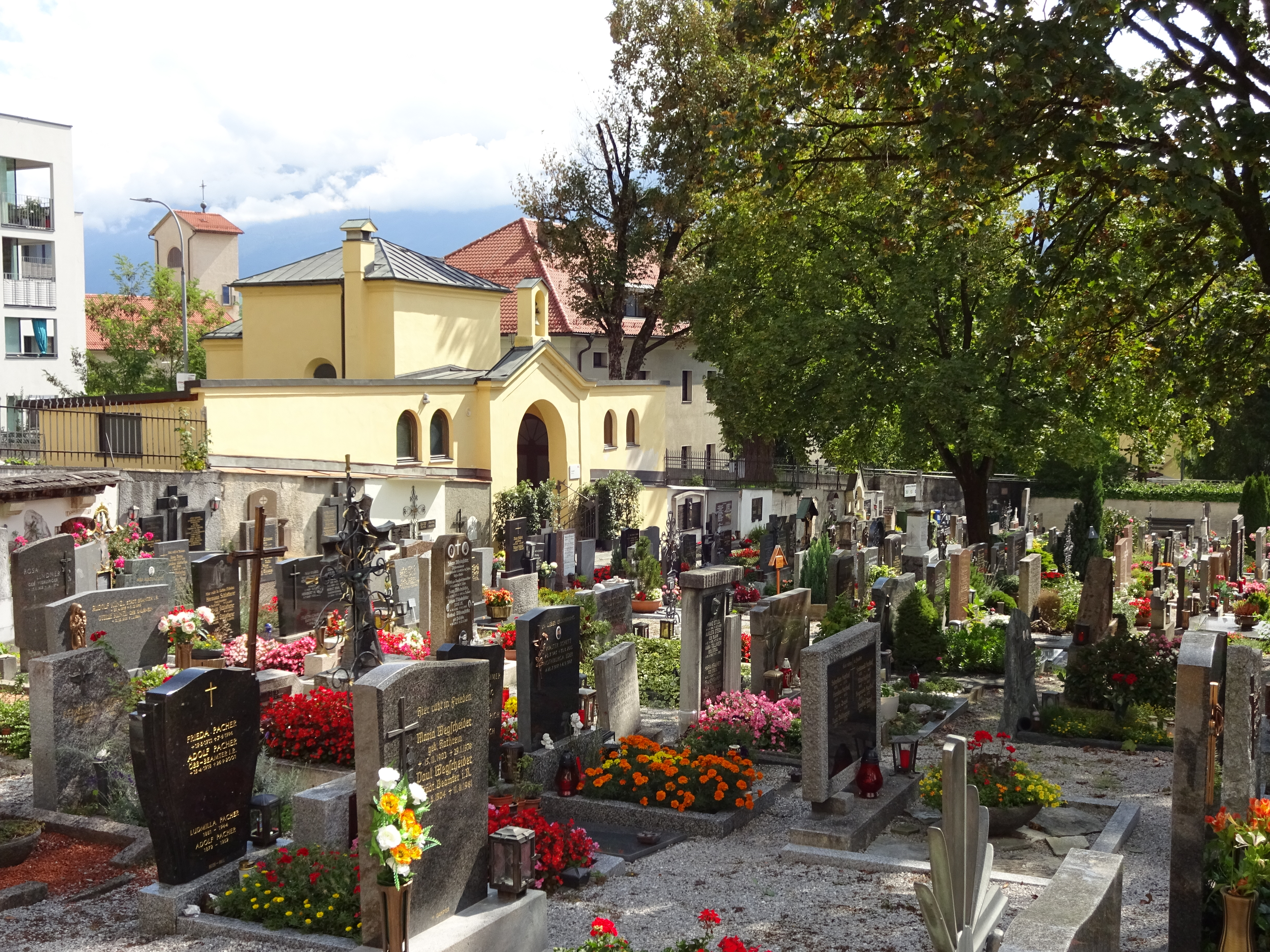
Der Friedhof mit der Kapelle

Der Friedhof wurde bereits 1893 auf dem Baugelände der Kirche angelegt und umgibt sie im Nordwesten, Norden und Südosten. An der Kirche befinden sich Gräber unter Arkaden, entlang der südöstlichen Mauer eine Gräberreihe, im Norden drei Gräberreihen. Im Nordwesten zieht sich der Friedhof als asymmetrische Anlage mit zwei Gruppen zu je drei Grabfeldern den Hang hinauf. Die Mittelachse wird im Nordosten durch die Friedhofskapelle abgeschlossen. 2006 wurde nördlich der Kirche nach Plänen von Ekkehard Hörmann ein Urnenfriedhof mit insgesamt 88 Urnennischen errichtet. Dieser besteht aus Fertigbetonteilen, die der Höttinger Breccie der Kirche nachempfunden sind.
Die 1893 errichtete Friedhofskapelle im Nordosten der Anlage ist ein einfacher, nach Osten gerichteter, kubischer Baukörper mit Zeltdach, die niedrigere, eingezogene, polygonal abschließende Apsis ist mit einem halben Kegeldach gedeckt. Die risalitartig vorspringende Vorhalle ist in einem Rundbogen geöffnet und wird von einem Dreiecksgiebel und einem Glockenreiter bekrönt. Der Zugang zur Kapelle erfolgt durch ein Rundbogenportal mit Lünette. Seitlich befinden sich die kleinere Einsegnungshalle und ein Verwaltungsbau mit vier rundbogenförmigen Fenstern. Das Kapelleninnere ist ein einfacher Raum über quadratischem Grundriss. Der Chor ist durch einen eingezogenen rundbogigen Triumphbogen auf Wandpfeilern abgesetzt und weist eine polygonal abschließenden Apsis auf. Die Wände im Hauptraum sind durch Rundbogenarkaden auf Wandpilastern gegliedert. Über dem Eingang und im Chorraum verläuft ein verkröpftes und mehrfach profiliertes Gesims.